# NGC 4918
NGC 4918 (również PGC 44934) – galaktyka spiralna (S0-a), znajdująca się w gwiazdozbiorze Panny. Odkrył ją w 1886 roku Francis Leavenworth.